# الإمارات العربية المتحدة في كأس العالم
ظهرت الإمارات العربية المتحدة في كأس العالم مرة واحدة في عام 1990 حيث خسروا جميع المباريات الثلاث.

## السجل العام
| سجل كأس العالم | سجل كأس العالم          | سجل كأس العالم  | سجل كأس العالم  | سجل كأس العالم  | سجل كأس العالم  | سجل كأس العالم  | سجل كأس العالم  | سجل كأس العالم  |                    | سجل تصفيات كأس العالم | سجل تصفيات كأس العالم | سجل تصفيات كأس العالم | سجل تصفيات كأس العالم | سجل تصفيات كأس العالم | سجل تصفيات كأس العالم |
| السنة          | المرحلة                 | المركز          | لعب             | فاز             | تعادل           | خسر             | له              | عليه            | المباريات الملعوبة | فاز                   | تعادل                 | خسر                   | له                    | عليه                  |                       |
| -------------- | ----------------------- | --------------- | --------------- | --------------- | --------------- | --------------- | --------------- | --------------- | ------------------ | --------------------- | --------------------- | --------------------- | --------------------- | --------------------- | --------------------- |
| 1930           | غير مؤهل للدخول         | غير مؤهل للدخول | غير مؤهل للدخول | غير مؤهل للدخول | غير مؤهل للدخول | غير مؤهل للدخول | غير مؤهل للدخول | غير مؤهل للدخول | غير مؤهل للدخول    | غير مؤهل للدخول       | غير مؤهل للدخول       | غير مؤهل للدخول       | غير مؤهل للدخول       | غير مؤهل للدخول       |                       |
| 1934           | غير مؤهل للدخول         | غير مؤهل للدخول | غير مؤهل للدخول | غير مؤهل للدخول | غير مؤهل للدخول | غير مؤهل للدخول | غير مؤهل للدخول | غير مؤهل للدخول | غير مؤهل للدخول    | غير مؤهل للدخول       | غير مؤهل للدخول       | غير مؤهل للدخول       | غير مؤهل للدخول       | غير مؤهل للدخول       |                       |
| 1938           | غير مؤهل للدخول         | غير مؤهل للدخول | غير مؤهل للدخول | غير مؤهل للدخول | غير مؤهل للدخول | غير مؤهل للدخول | غير مؤهل للدخول | غير مؤهل للدخول | غير مؤهل للدخول    | غير مؤهل للدخول       | غير مؤهل للدخول       | غير مؤهل للدخول       | غير مؤهل للدخول       | غير مؤهل للدخول       |                       |
| 1950           | غير مؤهل للدخول         | غير مؤهل للدخول | غير مؤهل للدخول | غير مؤهل للدخول | غير مؤهل للدخول | غير مؤهل للدخول | غير مؤهل للدخول | غير مؤهل للدخول | غير مؤهل للدخول    | غير مؤهل للدخول       | غير مؤهل للدخول       | غير مؤهل للدخول       | غير مؤهل للدخول       | غير مؤهل للدخول       |                       |
| 1954           | غير مؤهل للدخول         | غير مؤهل للدخول | غير مؤهل للدخول | غير مؤهل للدخول | غير مؤهل للدخول | غير مؤهل للدخول | غير مؤهل للدخول | غير مؤهل للدخول | غير مؤهل للدخول    | غير مؤهل للدخول       | غير مؤهل للدخول       | غير مؤهل للدخول       | غير مؤهل للدخول       | غير مؤهل للدخول       |                       |
| 1958           | غير مؤهل للدخول         | غير مؤهل للدخول | غير مؤهل للدخول | غير مؤهل للدخول | غير مؤهل للدخول | غير مؤهل للدخول | غير مؤهل للدخول | غير مؤهل للدخول | غير مؤهل للدخول    | غير مؤهل للدخول       | غير مؤهل للدخول       | غير مؤهل للدخول       | غير مؤهل للدخول       | غير مؤهل للدخول       |                       |
| 1962           | غير مؤهل للدخول         | غير مؤهل للدخول | غير مؤهل للدخول | غير مؤهل للدخول | غير مؤهل للدخول | غير مؤهل للدخول | غير مؤهل للدخول | غير مؤهل للدخول | غير مؤهل للدخول    | غير مؤهل للدخول       | غير مؤهل للدخول       | غير مؤهل للدخول       | غير مؤهل للدخول       | غير مؤهل للدخول       |                       |
| 1966           | غير مؤهل للدخول         | غير مؤهل للدخول | غير مؤهل للدخول | غير مؤهل للدخول | غير مؤهل للدخول | غير مؤهل للدخول | غير مؤهل للدخول | غير مؤهل للدخول | غير مؤهل للدخول    | غير مؤهل للدخول       | غير مؤهل للدخول       | غير مؤهل للدخول       | غير مؤهل للدخول       | غير مؤهل للدخول       |                       |
| 1970           | غير مؤهل للدخول         | غير مؤهل للدخول | غير مؤهل للدخول | غير مؤهل للدخول | غير مؤهل للدخول | غير مؤهل للدخول | غير مؤهل للدخول | غير مؤهل للدخول | غير مؤهل للدخول    | غير مؤهل للدخول       | غير مؤهل للدخول       | غير مؤهل للدخول       | غير مؤهل للدخول       | غير مؤهل للدخول       |                       |
| 1974           | غير مؤهل للدخول         | غير مؤهل للدخول | غير مؤهل للدخول | غير مؤهل للدخول | غير مؤهل للدخول | غير مؤهل للدخول | غير مؤهل للدخول | غير مؤهل للدخول | غير مؤهل للدخول    | غير مؤهل للدخول       | غير مؤهل للدخول       | غير مؤهل للدخول       | غير مؤهل للدخول       | غير مؤهل للدخول       |                       |
| 1978           | لم تشارك                | لم تشارك        | لم تشارك        | لم تشارك        | لم تشارك        | لم تشارك        | لم تشارك        | لم تشارك        | لم تشارك           | لم تشارك              | لم تشارك              | لم تشارك              | لم تشارك              | لم تشارك              |                       |
| 1982           | لم تشارك                | لم تشارك        | لم تشارك        | لم تشارك        | لم تشارك        | لم تشارك        | لم تشارك        | لم تشارك        | لم تشارك           | لم تشارك              | لم تشارك              | لم تشارك              | لم تشارك              | لم تشارك              |                       |
| 1986           | لم تتأهل                | لم تتأهل        | لم تتأهل        | لم تتأهل        | لم تتأهل        | لم تتأهل        | لم تتأهل        | لم تتأهل        | 4                  | 2                     | 1                     | 1                     | 5                     | 4                     |                       |
| 1990           | مرحلة المجموعات         | 24              | 3               | 0               | 0               | 3               | 2               | 11              | 9                  | 4                     | 4                     | 1                     | 16                    | 7                     |                       |
| 1994           | لم تتأهل                | لم تتأهل        | لم تتأهل        | لم تتأهل        | لم تتأهل        | لم تتأهل        | لم تتأهل        | لم تتأهل        | 8                  | 6                     | 1                     | 1                     | 19                    | 4                     |                       |
| 1998           | لم تتأهل                | لم تتأهل        | لم تتأهل        | لم تتأهل        | لم تتأهل        | لم تتأهل        | لم تتأهل        | لم تتأهل        | 12                 | 5                     | 4                     | 3                     | 16                    | 13                    |                       |
| 2002           | لم تتأهل                | لم تتأهل        | لم تتأهل        | لم تتأهل        | لم تتأهل        | لم تتأهل        | لم تتأهل        | لم تتأهل        | 14                 | 7                     | 2                     | 5                     | 31                    | 20                    |                       |
| 2006           | لم تتأهل                | لم تتأهل        | لم تتأهل        | لم تتأهل        | لم تتأهل        | لم تتأهل        | لم تتأهل        | لم تتأهل        | 6                  | 3                     | 1                     | 2                     | 6                     | 6                     |                       |
| 2010           | لم تتأهل                | لم تتأهل        | لم تتأهل        | لم تتأهل        | لم تتأهل        | لم تتأهل        | لم تتأهل        | لم تتأهل        | 16                 | 4                     | 3                     | 9                     | 19                    | 24                    |                       |
| 2014           | لم تتأهل                | لم تتأهل        | لم تتأهل        | لم تتأهل        | لم تتأهل        | لم تتأهل        | لم تتأهل        | لم تتأهل        | 8                  | 2                     | 1                     | 5                     | 14                    | 16                    |                       |
| 2018           | لم تتأهل                | لم تتأهل        | لم تتأهل        | لم تتأهل        | لم تتأهل        | لم تتأهل        | لم تتأهل        | لم تتأهل        | 18                 | 9                     | 3                     | 6                     | 37                    | 17                    |                       |
| 2022           | لم يتحدد بعد            | لم يتحدد بعد    | لم يتحدد بعد    | لم يتحدد بعد    | لم يتحدد بعد    | لم يتحدد بعد    | لم يتحدد بعد    | لم يتحدد بعد    | 1                  | 1                     | 0                     | 0                     | 2                     | 1                     |                       |
| 2026           | لم يتحدد بعد            | لم يتحدد بعد    | لم يتحدد بعد    | لم يتحدد بعد    | لم يتحدد بعد    | لم يتحدد بعد    | لم يتحدد بعد    | لم يتحدد بعد    | 0                  | 0                     | 0                     | 0                     | 0                     | 0                     |                       |
| المجموع        | الأفضل: مرحلة المجموعات | 1/21            | 3               | 0               | 0               | 3               | 2               | 11              | 97                 | 43                    | 20                    | 35                    | 165                   | 112                   |                       |

| سجل الإمارات العربية المتحدة في كأس العالم | سجل الإمارات العربية المتحدة في كأس العالم                                    |
| ------------------------------------------ | ----------------------------------------------------------------------------- |
| أول مباراة                                 | الإمارات العربية المتحدة 0–2 كولومبيا (9 يونيو 1990؛ بولونيا، إيطاليا)        |
| أكبر قوز                                   | —                                                                             |
| أكبر خسارة                                 | ألمانيا الغربية 5–1 الإمارات العربية المتحدة (15 يونيو 1990؛ ميلانو، إيطاليا) |
| أفضل نتيجة                                 | مرحلة المجموعات في 1990                                                       |
| أسوء نتيجة                                 | مرحلة المجموعات في 1990                                                       |

### سجل المباريات
| سجل مباريات الإمارات العربية المتحدة في كأس العالم حسب الفريق | سجل مباريات الإمارات العربية المتحدة في كأس العالم حسب الفريق | سجل مباريات الإمارات العربية المتحدة في كأس العالم حسب الفريق | سجل مباريات الإمارات العربية المتحدة في كأس العالم حسب الفريق | سجل مباريات الإمارات العربية المتحدة في كأس العالم حسب الفريق | سجل مباريات الإمارات العربية المتحدة في كأس العالم حسب الفريق | سجل مباريات الإمارات العربية المتحدة في كأس العالم حسب الفريق | سجل مباريات الإمارات العربية المتحدة في كأس العالم حسب الفريق |
| الخصم                                                         | المجموع                                                       | فاز                                                           | تعادل                                                         | خسارة                                                         | له                                                            | عليه                                                          | فارق الأهداف                                                  |
| ------------------------------------------------------------- | ------------------------------------------------------------- | ------------------------------------------------------------- | ------------------------------------------------------------- | ------------------------------------------------------------- | ------------------------------------------------------------- | ------------------------------------------------------------- | ------------------------------------------------------------- |
| كولومبيا                                                      | 1                                                             | 0                                                             | 0                                                             | 1                                                             | 0                                                             | 2                                                             | −2                                                            |
| ألمانيا الغربية                                               | 1                                                             | 0                                                             | 0                                                             | 1                                                             | 1                                                             | 5                                                             | −4                                                            |
| يوغوسلافيا                                                    | 1                                                             | 0                                                             | 0                                                             | 1                                                             | 1                                                             | 4                                                             | −3                                                            |

## كأس العالم 1990

### المجموعة الرابعة
| م | الفريق                   | لعب | ف | ت | خ | أ.له | أ.ع | أ.ف | نقاط | التأهل                      |
| - | ------------------------ | --- | - | - | - | ---- | --- | --- | ---- | --------------------------- |
| 1 | ألمانيا الغربية          | 3   | 2 | 1 | 0 | 10   | 3   | +7  | 5    | تقدم إلى مرحلة خروج المغلوب |
| 2 | يوغوسلافيا               | 3   | 2 | 0 | 1 | 6    | 5   | +1  | 4    | تقدم إلى مرحلة خروج المغلوب |
| 3 | كولومبيا                 | 3   | 1 | 1 | 1 | 3    | 2   | +1  | 3    | تقدم إلى مرحلة خروج المغلوب |
| 4 | الإمارات العربية المتحدة | 3   | 0 | 0 | 3 | 2    | 11  | −9  | 0    |                             |

| 9 يونيو 1990 | الإمارات العربية المتحدة | 0–2             | كولومبيا                                  | ملعب ريناتو دالارا, بولونيا (إميليا رومانيا)                     |  |  |
| 17:00        |                          | [تقرير التقرير] | Bernardo Redín 50' · كارلوس فالديراما 85' | الحضور: 30٬791 الحكم: جورج كورتني (الاتحاد الإنجليزي لكرة القدم) |  |  |
|              |                          |                 |                                           |                                                                  |  |  |
|              |                          |                 |                                           |                                                                  |  |  |

| 15 يونيو 1990 | ألمانيا الغربية                                                            | 5–1             | الإمارات العربية المتحدة | سان سيرو, ميلانو                                            |  |  |
| 21:00         | رودي فولر 35'، 75' · يورغن كلينسمان 37' · لوثار ماثيوس 47' · أوفه باين 58' | [تقرير التقرير] | خالد إسماعيل 46'         | الحضور: 71٬169 الحكم: أليكسي سبرين (اتحاد روسيا لكرة القدم) |  |  |
|               |                                                                            |                 |                          |                                                             |  |  |
|               |                                                                            |                 |                          |                                                             |  |  |

| 19 يونيو 1990 | يوغوسلافيا                                                   | 4–1             | الإمارات العربية المتحدة | ملعب ريناتو دالارا, بولونيا (إميليا رومانيا)                 |  |  |
| 17:00         | سافيت سوسيتش 4' · داركو بانكيف 8'، 46' · روبرت بروزينيكي 90' | [تقرير التقرير] | علي ثاني 22'             | الحضور: 27٬833 الحكم: شيزو تاكادا (اتحاد اليابان لكرة القدم) |  |  |
|               |                                                              |                 |                          |                                                              |  |  |
|               |                                                              |                 |                          |                                                              |  |  |

## سجل اللاعبين
اشترك تسعة لاعبين في جميع المباريات الثلاث، مما جعلهم يحققون رقمًا قياسيًا في كأس العالم مع منتخب بلادهم.
| ر. | الاسم           | المباريات |
| -- | --------------- | --------- |
| 1  | عدنان الطلياني  | 3         |
| 1  | مبارك غانم      | 3         |
| 1  | حسين غلوم       | 3         |
| 1  | ناصر خميس       | 3         |
| 1  | عيسى مير        | 3         |
| 1  | إبراهيم مير     | 3         |
| 1  | عبد الرحمن محمد | 3         |
| 1  | محسن مصباح      | 3         |
| 1  | علي ثاني جمعة   | 3         |

### الهدافين
سجل لاعبان إمارتيان هدفًا واحدًا لكل منهما خلال كأس العالم 1990.
| ر. | الاسم         | الأهداف |
| -- | ------------- | ------- |
| 1  | خالد إسماعيل  | 1       |
| 1  | علي ثاني جمعة | 1       |